# The Pirate Bay

A The Pirate Bay logója

A svéd The Pirate Bay (TPB) a világ egyik legnagyobb torrentoldala. Az Alexa Internet statisztikái Archiválva 2011. december 13-i dátummal a Wayback Machine-ben szerint a TPB látogatottság alapján a 89. helyen áll. A portál nem tartalmaz illegális tartalmakat, csak a fájlcserét segítő információt (metaadatokat).
A jogi eljárás elhúzódása, a jogvédők zaklatása és a várható következmények miatt a Pirate Bay 2009 novemberében bejelentette, hogy megszünteti a fájlcserét támogató szolgáltatását, bár a weboldal még mindig elérhető.

## Története
Az oldalt 2003 novemberében alapították, 2004 októberéig a svéd Piratbyrån (The Piracy Bureau) tulajdonában volt az oldal, azután Gottfrid Svartholm (anakata) és Fredrik Neij (TiAMO) vette át az oldalt, ami azután függetlenné vált. Az oldalt folyamatosan támadják a jogvédők. A bezáráshoz legközelebb 2006. május 31-én került, ekkor a svéd rendőrség rohanta le a szervereket, és az oldal három napig elérhetetlenné vált. Ezután egy ismeretlen cégtől egy Seychelle-szigeteken bejegyzett, „Reservella” nevű, zavaros hátterű cég vette meg.
Azóta is töretlenül növekednek, 2008. november 15-én jelentették be, hogy átlépték a 25 000 000 különböző IP-című peert. A TPB további 3 600 000 regisztrált felhasználóval rendelkezik.
A TPB elleni hatósági eljárások jelentős médiavisszhangot keltettek és hozzájárultak a svéd Kalózpárt sikeréhez a 2009-es svéd európai parlamenti (EP) választásokon.

## Hatósági eljárások ellene
2009. április 17-én egy svéd bíróság első fokon 30 millió svéd koronára büntette, valamint egy év börtönbüntetésre, a TPB persze fellebbezett. A tárgyalás ellenére az oldal továbbra is zavartalanul működött. 2010 novemberében másodfokon is veszítettek: 46 millió koronás pénzbírságot és 10, 8 illetve 4 hónapos börtönbüntetést róttak ki a TPB alapítóira szerzői jogsértés elősegítése miatt.
Egy amszterdami bíróság ítélete azt tartalmazza, hogy az oldalt elérhetetlenné kell tenni Hollandiából.

## Felvásárlása
2009 júniusában bejelentették, hogy a Global Gaming Factory X (GGFX) felvásárolja a portált, de az üzlet nem jött létre. Sokan a tartalomipari lobbit sejtik a felvásárló cég mögött, mások egyszerű tőzsdei manipulációra gyanakodnak. Közben a GGFX ellen csődeljárás indult.

## A harc folytatódik
A médiaipar képviselői 2009 nyarától már nem a TPB-t fenyegetik újabb perekkel, hanem a neki internetet szolgáltató cégeket. A TPB szerint ez olyan, mintha a postát perelné be valaki azért, mert mások leveleinek tartalma neki nem tetszik. Az új stratégia egyelőre annyiban sikeresnek tűnik, hogy az internetszolgáltató cégek előbb-utóbb mindig engednek a nyomásnak.
A TPB válaszul letölthetővé és elmenthetővé tette 21,3 gigabájtos adatbázisát, amely közel 900 ezer torrentfájlt tartalmaz, így bárki „klónozhatja” magának a TPB-t. Az adatbázist néhány kisebb torrentoldal már egyesítette a sajátjával, de a médiaipart képviselő jogi szervezetek ellenük is fellépnek.
Egy másik látványos kísérlet az volt, hogy Weimarban egy újságosbódéban helyezték el a TPB klónját, amit wifin keresztül lehet elérni.
2010 szeptemberében a zeneipar óriáscégeit tömörítő szövetség felbérelt egy indiai céget, hogy túlterheléses támadással (DDoS) tegye elérhetetlenné az oldalt.

## A TPB ideiglenes leállítása
A Thepiratebayt ugyan sokszor sikerült elérhetetlenné tenni, többnyire 2-3 nap alatt helyreállt. 2014.12.10-én azonban a stockholmi rendőrség rengeteg szervert lefoglalt egy hostingcég telephelyén. A rajtaütés után pár nappal feltűnt, hogy a TPB ismét elérhető a Costa Rica-i domain nevén, de utólag kiderült, hogy az csak a fájlmegosztó egyik proxyja volt.
A piratebay.se domainen egy számláló látható, ami a szerverlefoglalás óta eltelt időt jelzi, ezen kívül bizonyos időre feltűnnek más képek is. A háttérben folyamatosan egy kalózzászló (Jolly Roger) lobog. A képek, amelyek eddig feltűntek, mind bírnak valamilyen jelentőséggel. Az első ilyen kép egy nehezen látható Hydrabay logó volt, amelynek fájlneve az oldal forráskódja szerint sneakyhint, azaz finom célzás volt. A The Interview című amerikai film botrányát követően megjelent egy karikatúra, amely Kim Dzsongun (Kim Jong-un)t ábrázolta, amint rázza az öklét, illetve egy letöltési link, ún. torrent magnet, amely a film kiszivárgott magas felbontású verziójára mutat. Jelenleg a jobb alsó sarokban látható egy The Pirate Bay logó, amelynek a fájlneve a forráskód szerint prepare, azaz készülődni/készülődj.